# Chiastopsylla godfreyi
Chiastopsylla godfreyi är en loppart som beskrevs av James Waterston 1913. Chiastopsylla godfreyi ingår i släktet Chiastopsylla och familjen Chimaeropsyllidae. Inga underarter finns listade i Catalogue of Life.